# 아티브 북9
아티브 북9(ATIV Book 9)은 삼성전자 최상위 기종 노트북 컴퓨터군의 마케팅 상표명이다. 북9은 기획 당시부터 최고의 성능과 최고의 휴대성을 염두에 두고 설계되어 사용자에게 최고의 사용성을 제공한다는 점을 강조하고 있다. 북9은 인텔 코어 i5나 i7 CPU를 채용했으며 모든 기종은 솔리드 스테이트 드라이브(SSD)를 저장장치로 탑재하였다. 북9 제품들 중 가장 얇은 제품은 13.6 mm (0.54 in)의 두께로서 이는 세계에서 가장 얇은 노트북 컴퓨터 중 하나이다. 북9 제품군은 각기 다른 사양으로 출시되었는데, 2014년 2월 현재 세개의 13인치대 화면크기 모델과 두개의 15인치대 화면크게 모델로 구성되어 있다. 이 중 북8플러스는 터치스크린 기능이 지원되는 13.3인치 화면크기에 qHD+ (3200 x 1800) 해상도의 화면을 가지며, 알루미늄 블록을 깎아내어 만든 싱글쉘(Single-Shell) 본체를 채용하여 얇으면서도 강성을 높였다. 북9 13.3인치 화면크기 제품은 FHD (1920 x 1080) 해상도의 화면을 가지며 마그네슘 재질의 본체로 구성되어 있고, 15.6인치 제품은 역시 FHD 해상도의 화면과 북9플러스와 유사한 싱글쉘 본체를 채용하였다. 이 외에도 플라스틱 외관을 가진 13.3인치 화면크기에 HD 해상도를 가진 북9라이트가 있으며 역시 플라스틱 외관을 가지며 15.6인치 화면크기에 FHD 해상도를 가진 북9스타일이 소개되었다.

## 역사

### 제 1세대
북9의 첫번째 모델은 2011년 1월 6일, 미국 라스베가스에서 개최된 소비자 가전 전시회(CE쇼)에서 시리즈9이라는 마케팅명으로 처음으로 공개되어, 당 전시회에서 노트북 컴퓨터 부문의 최우수상을 받는 영예를 누렸다. 시리즈9는 세계 최초로 항공기의 동체 재질로 사용되는 두랄루민을 사용하여 강성을 높이고 무게를 줄였고, 16.3 mm (0.64 in)의 두께와 1.31 kg (2.9 lb)의 무게로 소개되었다. 이 제품은 인텔 샌디브릿지 코어 i5 CPU와 128GB의 솔리드 스테이트 드라이브(SSD), 그리고 13.3”의 화면크기와 HD (1366 x 768) 해상도 300nit의 밝기를 가지는 디스플레이가 탑재되었다.
삼성전자는 2011년 5월 4일에 11.6인치 화면을 가진 시리즈9을 한국 시장에 이어서 출시하였다. 11.6인치 버전은 화면크기와 CPU가 인텔 코어 i5-380UM인 점만을 제외하면 13.3인치 버전과 동일한 사양으로 출시되었다. 크기가 작아지면서 무게는 1.06 kg (2.3 lb)으로 줄었으나 두께는 13.3인치 버전과 동일하였다. 두달 뒤 11.6인치 버전의 CPU는 인텔 코어 i5-2537M으로 업그레이드 되어 다시 한국 시장에 출시되었다.  초기의 제품 전략은 애플의 맥북 에어에 대항할 수 있는 제품군을 만들어 경쟁을 하려고 했으나 작은 화면 모델의 판매 저조로 인하여 그해 말에 단정되었고 해외 출시 계획도 중단되었다.  11인치 모델 대신 그 후에 15인치급 모델이 도입되어 순차적으로 한국 시장과 해외 시장으로  출시되게 된다.

### 제 2세대
2세대 시리즈9역시 2012년 1월 8일 라스베거스에서 개최된 CE쇼에서 소개되었다. 이 제품 역시 13.3인치의 화면을 가졌으나 해상도가 HD (1366 x 768)에서 HD+ (1600 x 900)로 향상되었고 화면밝기 역시 300nit에서 400nit로 더 밝아졌다. 디자인 역시 변경되었는데, 생산성과 세부 디자인 향상을 위하여 재질을 두랄루민에서 알루미늄으로 바꾸면서 두께를 줄이고 강성을 높이기 위하여 하나의 알루미늄 블록을 가공한 싱글쉘(Single-shell) 구조로 변경되었다. 이에 따라 무게는 1.31 kg (2.9 lb)에서 1.13 kg (2.5 lb)으로 줄었고 두께 역시 16.3 mm (0.64 in)에서 12.9 mm (0.51 in)로 줄어들게 되었다. 이번 기종서부터는 128GB 솔리드 스테이트 드라이브(SSD)와 더불어 256GB 솔리드 스테이트 드라이브(SSD)를 선택할 수 있게 되었다. 초기 전시에는 인텔 샌디브릿지 코어 i5 CPU를 탑재하고 출품되었으나 약 3달 후 시장 출시시에는 인텔 아이비브릿지 코어 i5 CPU로 업그레이드 되어 출시되었다. 같은 해 8월에는 동일한 디자인에 외관 재질은 마그네슘으로 설계된 제품이 출시되었다. 13인치 화면크기의 북9은 비록 CES에서 최우수 노트북 컴퓨터 상은 수상하지 못하였으나 그래도 최종 심사단계까지는 진출하였다.
2012년 3월에는 15.0인치 화면크기와 HD+의 해상도를 갖는 2세대 시리즈9이 시장에 출시되었다. 화면크기를 제외한 디자인과 사양은 13.3”와 동일하였고, 13.3인치 버전과 마찬가지로 2012년 7월에는 마그네슘 외관을 갖는 15.0” 버전의 시리즈9이 출시되었다.

### 제 3세대
2013년 초에 삼성전자는 삼성전자의 모든 컴퓨터의 마케팅 이름을 아티브로 변경, 통일하였고 이에 따라 그 전까지 시리즈9으로 불리던 제품들 역시 아티브 북9으로 변경되게 된다. 그 후 2013년 4월경에 HD+ 해상도를 갖는 모든 13.3인치 모델 제품들의 해상도가 FHD (1920 x 1080)으로 업그레이드 되게 된다.
2013년 6월 20일, 영국 런던에서 개최된 “삼성 프리미어 2013: 갤럭시 & 아티브” 신제품 발표회장서 아티브 북9플러스와 아티브 북9라이트가 새로 발표된다. 북9플러스는 인텔 하스웰 코어i5 CPU가 탑재되어 있고, 13.3인치 화면크기에 터치스크린 기능과 qHD+ (3200 x 1800)의 고해상도 화면이 탑재되어 소개되었다. 비록 qHD+ 화면이 탑재되었으나 당시 탑재되어 있던 윈도우 8 운영 체제의 qHD+ 화면 해상도의 미지원으로 발표시에는 FHD 해상도를 갖는 제품으로 홍보되었다. 그 이후 윈도우 8.1에서 qHD+ 해상도를 지원함에 따라 이 문제는 윈도우 8.1을 설치하게 되면서 해결되었고 별도의 조치 없이 qHD+ 화면의 해상도를 사용할 수 있게 되면서 다시 qHD+의 해상도를 갖는 제품으로 홍보의 방향이 변경되었다.
북9라이트는 플라스틱 외관을 가졌으나 북9 제품군의 얇고 가벼운 디자인 주제는 계승하였다. 이 제품은 AMD의 쿼드코어 A6-1450 APU와 라데온 HD8520 GPU를 장착하고 HD 해상도의 13.3인치 화면크기의 스크린을 탑재하였다. 인텔 CPU에 비하여 열세인 APU의 성능은 솔리드 스테이트 드라이브(SSD)를 통하여 만회되어, 과학/공학용 소프트웨어 사용자보다는 일반적인 웹서핑이나 이메일 점검의 용도를 주로 사용하는 사용자를 대상으로 기획된 모델이다.
2014년 1월 7일에 15.6인치 버전의 3세대 북9이 북9 2014 에디션의 이름으로 CES에 소개되었다. 두께는 기존의 모델과 동일한 14.9 mm (0.59 in)이나 화면크기가 기존의 15.0인치에서 15.6인치로 확장되었으며, 해상도 역시 HD에서 FHD로 향상되었고, 밝기도 250nit에서 300nit로 더욱 밝아졌다. 이 모델은 노트북 컴퓨터로서는 세계 최초로 무손실음원을 재생할 수 있는 기능을 갖췄는데 FLAC이나 ALAC 방식의 최고 24bit/192 kHz 음원을 재생할 수 있는 기능을 갖췄다. 윈도우 8 운영체제 상에서는 최대 48kHz의 음원까지만 재생할 수 있는 제약이 음원재생 하드웨어를 직접 제어하는 S Player+로 불리는 전용의 음원 재생 소프트웨어를 함께 재공한다. 그 외에도 15인치급 노트북 컴퓨터에서는 가장 긴 배터리 사용시간인 14시간의 사용시간을 제공한다.
며칠 후, 또 다른 15.6인치 화면크기에 플라스틱 재질의 본체를 갖는 북9스타일이 한국 시장에 발표되었다. 이 모델은 북9 2014 에디션과 유사한 사양을 가졌으나, 재질이 플라스틱인 점, 무손실음원 재생 기능이 제외된 점, 그리고 2W급 스피커가 4개로 강화된 점등이 차이점이다. 외관의 재질이 플라스틱이긴 하나 가죽 질감의 마감처리를 하였고 테두리 주변으로 스티치 무늬로 마무리를 하는 디자인을 채택하였다.
상기 기능들 이외에도 2014년에 발표된 북9의 제품군들은 USB를 통하여 태블릿 PC를 충전할 수 있는 고속충전 기능과 블루투스로 손실없이 오디오를 스트리밍할 수 있는 AptX 코덱, 가상 5.1채널을 지원하는 돌비 효과, 그리고 휴대폰과 동일하게 이어폰의 리모콘으로 볼륨을 조절할 수 있는 기능등을 부가적으로 탑재하였다.

## 디자인
삼성전자의 최상위 기종으로서의 북9의 디자인 주제는 성능과 타협하지 않는 얇고 가벼운 디자인이다. 디자인의 영감은 휘어진 종이에서 얻어, 제품의 얇고 가벼움을 암시하고 있다. 세대가 변경되면서도 디자인의 주제는 일관성 있게 유지하여 각 세대간에도 휘어진 종이의 흔적을 찾을 수 있다. 제품의 외관 디자인을 극대화하기 위하여 가볍고 단단한 소재인 두랄루민을 초기에 채택하였으나 후에 가공성과 디자인의 디테일을 살리기 위하여 알루미늄으로 변경하였다.  마그네슘 소재 역시 보다 가볍고 단단한 외관을 갖추기 위하여 후에 도입되었다.
초기 라인업에는 11인치급 모델과 13인치급 모델로 구성되었으나 11인치급 모델은 한국 시장에서의 비인기로 조기 단종되었다. 그 후 15인치급 모델이 11인치급의 뒤를 이으면서 현재는 라인업이 13인치급과 15인치급 두 모델로 구성되어 있다. 15치급의 모델은 2014년이 되면서 화면의 크기가 15.0인치에서 15.6인치로 증가하였으나 두께는 14.9 mm (0.59 in)로 동일하게 설계되었다.
첫 플라스틱 외관을 갖는 북9라이트 모델은 13.3인치의 화면으로 2013년에 첫선을 보였다. 아티브 북9의 디자인은 계승하였으나 상대적으로 적은 CPU성능이 탑재되어 최고의 성능을 지향하는 사용자들보다는 예산을 생각하며 상대적으로 이메일이나 웹서핑등 캐주얼한 사용자들을 대상으로 소개되었다. 2014년에는 북9스타일이라는 이름으로 15인치급의 플라스틱 외관을 가진 모델이 소개되었는데 13인치급 모델과는 달리 대부분의 사양이 최상위 기종인 북9 2014 에디션과 유사하게 구성되어 시장에 소개되었다.

## 수상 내역
- 2013 iF 디자인 상[8]
- 2012 iF 디자인 상[9]
- 2012 Good 디자인 상[10]
- 2011 홍콩 디자인 센터 DFA(Design For Asia) 상, 동상[11]
- 2011 IDEA 디자인 상 - 최종심사작[12]
- 2011 CES 혁신상[13]
- 2011 TCO 디자인 상[14]

## 사양

### 13인치 모델
| 단종 | 발매중 |

| 13인치 모델 | 13인치 모델                                                            | 13인치 모델                                                            | 13인치 모델                                                                             | 13인치 모델                                                                             | 13인치 모델                                                                             | 13인치 모델                                                                             | 13인치 모델                                                                             | 13인치 모델                                                                             | 13인치 모델                                                                             | 13인치 모델                                                                             |
| ----------- | ---------------------------------------------------------------------- | ---------------------------------------------------------------------- | --------------------------------------------------------------------------------------- | --------------------------------------------------------------------------------------- | --------------------------------------------------------------------------------------- | --------------------------------------------------------------------------------------- | --------------------------------------------------------------------------------------- | --------------------------------------------------------------------------------------- | --------------------------------------------------------------------------------------- | --------------------------------------------------------------------------------------- |
| 발매일      | 3/4/2011                                                               | 2/16/2012                                                              | 5/9/2012                                                                                | 7/30/2012                                                                               | 3/17/2013                                                                               | 6/4/2013                                                                                | 7/27/2013                                                                               | 8/22/2013                                                                               | 1/6/2014                                                                                | 1/9/2014                                                                                |
| 모델 번호   | NP900X3A                                                               | NP900X3B                                                               | NP900X3C                                                                                | NP900X3D                                                                                | NP900X3E                                                                                | NP900X3F                                                                                | NP905S3G                                                                                | NP940X3G                                                                                | NP910S3G                                                                                | NP900X3G                                                                                |
| 프로세서    | 인텔 코어 i5-2537M                                                     | 인텔 코어 i5-2467M                                                     | 인텔 코어 i5-2467M                                                                      | 인텔 코어 i5-3317U                                                                      | 인텔 코어 i7-3537U                                                                      | 인텔 코어 i5-3337U                                                                      | AMD A6-1450                                                                             | 인텔 코어 i5-4200U                                                                      | 인텔 코어 i3-4020Y                                                                      | 인텔 코어 i5-4200U                                                                      |
| 그래픽      | 인텔 HD3000                                                            | 인텔 HD3000                                                            | 인텔 HD3000                                                                             | 인텔 HD4000                                                                             | 인텔 HD4000                                                                             | 인텔 HD4000                                                                             | AMD Radeon HD8250                                                                       | 인텔 HD4400                                                                             | 인텔 HD4200                                                                             | 인텔 HD4400                                                                             |
| 화면        | 13.3", 1600 x 900, 400nit, 저반사 코팅                                 | 13.3", 1600 x 900, 400nit, 저반사 코팅                                 | 13.3", 1600 x 900, 400nit, 저반사 코팅                                                  | 13.3", 1600 x 900, 400nit, 저반사 코팅                                                  | 13.3", 1920 x 1080, 300nit, 저반사 코팅                                                 | 13.3", 1920 x 1080, 300nit, 저반사 코팅                                                 | 13.3", 1366 x 768, 저반사 코팅                                                          | 13.3", 3200 x 1800, 350nit, 저반사 코팅, Touch Screen                                   | 13.3", 1366 x 768, 저반사 코팅                                                          | 13.3", 1920 x 1080, 300nit, 저반사 코팅                                                 |
| 메모리      | 4GB DDR3 at 1333 MHz                                                   | 4GB DDR3 at 1333 MHz                                                   | 4GB DDR3 at 1333 MHz                                                                    | 4GB DDR3 at 1600 MHz                                                                    | 4GB DDR3 at 1600 MHz                                                                    | 4GB DDR3 at 1600 MHz                                                                    | 4GB DDR3L at 1066 MHz                                                                   | 4GB DDR3L at 1600 MHz                                                                   | 4GB DDR3L at 1600 MHz                                                                   | 8GB DDR3L at 1600 MHz                                                                   |
| 저장장치    | 128GB SSD                                                              | 128GB SSD                                                              | 128GB SSD                                                                               | 128GB SSD                                                                               | 128GB SSD                                                                               | 128GB SSD                                                                               | 128GB SSD                                                                               | 128GB SSD                                                                               | 128GB SSD                                                                               | 128GB SSD                                                                               |
| 멀티미디어  | 1.5W x 2 스피커, 1.3M HD 카메라                                        | 1.5W x 2 스피커, 1.3M HD 카메라                                        | 1.5W x 2 스피커, 1.3M HD 카메라                                                         | 1.5W x 2 스피커, 1.3M HD 카메라                                                         | 1.5W x 2 스피커, 1.3M HD 카메라                                                         | 1.5W x 2 스피커, 1.3M HD 카메라                                                         | 1.5W x 2 스피커, 720p HD 카메라                                                         | 1.5W x 2 스피커, 720p HD 카메라                                                         | 1.5W x 2 스피커, 720p HD 카메라                                                         | 1.5W x 2 스피커, 720p HD 카메라                                                         |
| 무선랜      | 802.11 b/g/n 2x2, BT3.0                                                | 802.11 b/g/n 2x2, BT3.0                                                | 802.11 b/g/n 2x2, BT3.0                                                                 | 802.11 a/b/g/n 2x2, BT4.0                                                               | 802.11 a/b/g/n 2x2, BT4.0                                                               | 802.11 a/b/g/n 2x2, BT4.0                                                               | 802.11 b/g/n 1x1, BT4.0                                                                 | 802.11 a/b/g/n 2x2, BT4.0                                                               | 802.11 b/g/n 1x1, BT4.0                                                                 | 802.11 a/b/g/n 2x2, BT4.0                                                               |
| I/O 포트    | Micro HDMI, 헤드폰, Mic, 1 x USB 3.0, 1 x USB 2.0, Micro SD, Mini RJ45 | Micro HDMI, 헤드폰, Mic, 1 x USB 3.0, 1 x USB 2.0, Micro SD, Mini RJ45 | Mini VGA, Micro HDMI, 헤드폰/Mic 콤보, 1 x USB 3.0, 1 x USB 2.0, 3-in-1 card, Mini RJ45 | Mini VGA, Micro HDMI, 헤드폰/Mic 콤보, 1 x USB 3.0, 1 x USB 2.0, 3-in-1 card, Mini RJ45 | Mini VGA, Micro HDMI, 헤드폰/Mic 콤보, 1 x USB 3.0, 1 x USB 2.0, 3-in-1 card, Mini RJ45 | Mini VGA, Micro HDMI, 헤드폰/Mic 콤보, 1 x USB 3.0, 1 x USB 2.0, 3-in-1 card, Mini RJ45 | Mini VGA, Micro HDMI, 헤드폰/Mic 콤보, 1 x USB 3.0, 1 x USB 2.0, 3-in-1 card, Mini RJ45 | Mini VGA, Micro HDMI, 헤드폰/Mic 콤보, 1 x USB 3.0, 1 x USB 2.0, 3-in-1 card, Mini RJ45 | Mini VGA, Micro HDMI, 헤드폰/Mic 콤보, 1 x USB 3.0, 1 x USB 2.0, 3-in-1 card, Mini RJ45 | Mini VGA, Micro HDMI, 헤드폰/Mic 콤보, 1 x USB 3.0, 1 x USB 2.0, 3-in-1 card, Mini RJ45 |
| 입력        | 82 키, 터치패드                                                        | 82 키, 터치패드                                                        | 81 키 백라이트, 터치패드, ALS                                                           | 81 키 백라이트, 터치패드, ALS                                                           | 81 키 백라이트, 터치패드, ALS                                                           | 81 키 백라이트, 터치패드, ALS                                                           | 81 키, 클릭패드                                                                         | 81 키 백라이트, 터치패드, ALS                                                           | 81 키, 클릭패드                                                                         | 81 키 백라이트, 터치패드, ALS                                                           |
| 전원        | 40Watt, 40Wh 배터리                                                    | 40Watt, 40Wh 배터리                                                    | 40Watt, 40Wh 배터리                                                                     | 40Watt, 44Wh 배터리                                                                     | 40Watt, 44Wh 배터리                                                                     | 40Watt, 44Wh 배터리                                                                     | 40Watt, 30Wh 배터리                                                                     | 40Watt, 55Wh 배터리                                                                     | 40Watt, 30Wh 배터리                                                                     | 40Watt, 44Wh 배터리                                                                     |
| 제원        | 328.5 x 227.0 x 16.3mm, 1.31 kg                                        | 313.8 x 218.5 x 12.9mm, 1.31 kg                                        | 313.8 x 218.5 x 12.9mm, 1.31 kg                                                         | 313.8 x 218.5 x 13.2mm, 1.13 kg                                                         | 313.8 x 218.5 x 13.2mm, 1.13 kg                                                         | 313.8 x 218.5 x 13.2mm, 1.13 kg                                                         | 324.0 x 224.0 x 16.9mm, 1.44 kg                                                         | 319.0 x 224.0 x 16.9mm, 1.44 kg                                                         | 324.0 x 224.0 x 16.9mm, 1.44 kg                                                         | 313.8 x 218.5 x 13.2mm, 1.13 kg                                                         |
| 외관 재질   | 두랄루민                                                               | 알루미늄                                                               | 알루미늄                                                                                | 마그네슘                                                                                | 알루미늄                                                                                | 마그네슘                                                                                | 플라스틱(검정, 흰색, 핑크, 라임)                                                        | 알루미늄                                                                                | 플라스틱(검정, 흰색, 핑크, 라임)                                                        | 마그네슘                                                                                |
| OS          | 윈도 7 Home                                                            | 윈도 7 Home                                                            | 윈도 7 Home                                                                             | 윈도우 8                                                                                | 윈도우 8                                                                                | 윈도우 8                                                                                | 윈도우 8                                                                                | 윈도우 8                                                                                | 윈도우 8                                                                                | 윈도우 8.1                                                                              |

### 11인치 및 15인치 모델
| 단종 | 발매중 |

| 11인치 및 15인치 모델 | 11인치 및 15인치 모델                                       | 11인치 및 15인치 모델                                       | 11인치 및 15인치 모델                                                                   | 11인치 및 15인치 모델                                                                   | 11인치 및 15인치 모델                                                                   | 11인치 및 15인치 모델                                                             | 11인치 및 15인치 모델                                                             |
| --------------------- | ----------------------------------------------------------- | ----------------------------------------------------------- | --------------------------------------------------------------------------------------- | --------------------------------------------------------------------------------------- | --------------------------------------------------------------------------------------- | --------------------------------------------------------------------------------- | --------------------------------------------------------------------------------- |
| 발매일                | 5/3/2011                                                    | 7/10/2011                                                   | 3/28/2012                                                                               | 5/4/2012                                                                                | 5/30/2012                                                                               | 2/12/2014                                                                         | 2/26/2014                                                                         |
| 모델 번호             | NP900X1A                                                    | NP900X1B                                                    | NP900X4B                                                                                | NP900X4C                                                                                | NP900X4D                                                                                | NP930X5J                                                                          | NP910S5J                                                                          |
| 프로세서              | 인텔 코어 i3 380UM                                          | 인텔 코어 i5-2537M                                          | 인텔 코어 i7-2637M                                                                      | 인텔 코어 i7-3517U                                                                      | 인텔 코어 i7-3317U                                                                      | 인텔 코어 i7-4500U                                                                | 인텔 코어 i5-4200U                                                                |
| 그래픽                | 인텔 GMA HD                                                 | 인텔 HD3000                                                 | 인텔 HD3000                                                                             | 인텔 HD4000                                                                             | 인텔 HD4000                                                                             | 인텔 HD4400                                                                       | 인텔 HD4400                                                                       |
| 화면                  | 11.6", 1366 x 768, 340nit, 저반사 코팅                      | 11.6", 1366 x 768, 340nit, 저반사 코팅                      | 15.0", 1600 x 900, 400nit, 저반사 코팅                                                  | 15.0", 1600 x 900, 400nit, 저반사 코팅                                                  | 15.0", 1600 x 900, 400nit, 저반사 코팅                                                  | 15.6", 1920 x 1080, 300nit, 저반사 코팅                                           | 15.6", 1920 x 1080, 300nit, 저반사 코팅                                           |
| 메모리                | 2GB DDR3 at 1333 MHz                                        | 2GB DDR3 at 1333 MHz                                        | 8GB DDR3 at 1333 MHz                                                                    | 8GB DDR3 at 1600 MHz                                                                    | 4GB DDR3 at 1600 MHz                                                                    | 8GB DDR3L at 1600 MHz                                                             | 4GB DDR3L at 1600 MHz                                                             |
| 저장장치              | 128GB SSD                                                   | 128GB SSD                                                   | 128GB SSD                                                                               | 128GB SSD                                                                               | 128GB SSD                                                                               | 256GB SSD                                                                         | 128GB SSD                                                                         |
| 멀티미디어            | 1.5W x 2 스피커, 1.3M HD 카메라                             | 1.5W x 2 스피커, 1.3M HD 카메라                             | 2W x 2 스피커, 1.3M HD 카메라                                                           | 2W x 2 스피커, 1.3M HD 카메라                                                           | 2W x 2 스피커, 1.3M HD 카메라                                                           | 2W x 2 스피커, WM5102 무손실음원 DAC, 720p HD 카메라                              | 2W x 4 스피커, 720p HD 카메라                                                     |
| 무선랜                | 802.11 b/g/n 2x2, BT3.0                                     | 802.11 b/g/n 2x2, BT3.0                                     | 802.11 a/b/g/n 2x2, BT3.0                                                               | 802.11 a/b/g/n 2x2, BT4.0                                                               | 802.11 a/b/g/n 2x2, BT4.0                                                               | 802.11 ac 2x2, BT4.0                                                              | 802.11 ac 1x1, BT4.0                                                              |
| I/O 포트              | HDMI, 헤드폰, Mic, 1 x USB 3.0, 1 x USB 2.0, Micro SD, RJ45 | HDMI, 헤드폰, Mic, 1 x USB 3.0, 1 x USB 2.0, Micro SD, RJ45 | Mini VGA, Micro HDMI, 헤드폰/Mic 콤보, 2 x USB 3.0, 1 x USB 2.0, 3-in-1 card, Mini RJ45 | Mini VGA, Micro HDMI, 헤드폰/Mic 콤보, 2 x USB 3.0, 1 x USB 2.0, 3-in-1 card, Mini RJ45 | Mini VGA, Micro HDMI, 헤드폰/Mic 콤보, 2 x USB 3.0, 1 x USB 2.0, 3-in-1 card, Mini RJ45 | Mini VGA, HDMI, 헤드폰/Mic 콤보, 2 x USB 3.0, 1 x USB 2.0, 3-in-1 card, Mini RJ45 | Mini VGA, HDMI, 헤드폰/Mic 콤보, 2 x USB 3.0, 1 x USB 2.0, 3-in-1 card, Mini RJ45 |
| 입력                  | 82 키, 터치패드                                             | 82 키, 터치패드                                             | 87 키, 터치패드                                                                         | 87 키 백라이트, 클릭패드, ALS                                                           | 87 키 백라이트, 클릭패드, ALS                                                           | 87 키 백라이트, 클릭패드, ALS                                                     | 87 키, 클릭패드                                                                   |
| 전원                  | 40Watt, 42Wh 배터리                                         | 40Watt, 42Wh 배터리                                         | 40Watt, 62Wh 배터리                                                                     | 40Watt, 62Wh 배터리                                                                     | 40Watt, 62Wh 배터리                                                                     | 40Watt, 62Wh 배터리                                                               | 40Watt, 55Wh 배터리                                                               |
| 제원                  | 298 x 197.5 x 16.5mm, 1.06 kg                               | 298 x 197.5 x 16.5mm, 1.06 kg                               | 356.9 x 237 x 14.9mm, 1.65 kg                                                           | 356.9 x 237 x 14.9mm, 1.65 kg                                                           | 356.9 x 237 x 14.9mm, 1.58 kg                                                           | 374.3 x 249.9 x 14.9mm, 1.78 kg                                                   | 374.3 x 249.9 x 17.5mm, 1.95 kg                                                   |
| 외관 재질             | 두랄루민                                                    | 두랄루민                                                    | 알루미늄                                                                                | 알루미늄                                                                                | 마그네슘                                                                                | 알루미늄                                                                          | 플라스틱                                                                          |
| OS                    | 윈도 7 Home                                                 | 윈도 7 Home                                                 | 윈도 7 Pro                                                                              | 윈도 7 Home                                                                             | 윈도 7 Home                                                                             | 윈도우 8.1                                                                        | 윈도우 8.1                                                                        |

## 역주
1. ↑  본 글에 나와 있는 해상도는, 특화된 디스플레이의 채용으로 인하여, 표준 해상도의 정의와 약간 다를 수 있다.
2. ↑  본 글에 나오는 저장용량 단위는 일반적인 2의 배수가 아닌 10 제곱으로 정의하고 있다. "킬로바이트" (KB) = 103 바이트, "메가바이트" (MB) = 106 바이트, 그리고 "기가바이트" (GB) = 109 바이트.